# オークレー (カリフォルニア州)
オークレー（Oakley）は、アメリカ合衆国カリフォルニア州のコントラコスタ郡にある都市。人口は4万3357人（2020年）。1999年に設立された新しい市である。サンフランシスコ・ベイエリアのベッドタウン。

## 歴史
この街は19世紀中頃に基礎が作られ、多くの成功した開墾者達の中心地だった。飛行機を使った多量の空中散布が、アーモンド、ブドウ、クルミ、ペカンを良く育たせた。
19世紀後期の間、市街地の大部分を破壊する火事があり、その後再建された。
早期の入植者達は、街の端にありアンティオックとの境界に近く、アンティオックの昔の桟橋の方を向いた、白い木の建物の中にある学校に行った。この学校は教会に改修された。